# Milseburg
Milseburg er et bjerg i bjergkæden Rhön i delstaten Hessen i Tyskland på 835 meter over havet. Det ligger i Naturpark Hessische Rhön i biosfærereservat Rhön cirka 15 km øst for byen Fulda.
Naturvidenskabsmanden og geografen Alexander von Humboldt kaldte Milseburg «det smukkeste bjerg i Tyskland».